# Factura electrónica
Una factura electrónica es un documento digital de índole fiscal: se expide y se recibe en formato electrónico estando condicionado a su destinatario, y tiene su origen en las legislaciones latinoamericanas que surgieron entre los años 2000 a 2005. Actualmente la factura electrónica es empleada de forma mandatoria u optativa en distintos países alrededor del mundo. 
La factura electrónica cuenta con al menos dos elementos básicos:
1. Mensaje de datos basado en estándar universal, abierto, no propietario: XML, Extensible Markup Language.
2. Uso de firmas electrónicas basadas en Infraestructura de Clave Pública.

En los sistemas fiscales digitales más maduros, un tercer elemento caracteriza también a la factura electrónica:
3. Certificación: Consiste en la validación de la sintaxis y el certificado digital del emisor que realiza la administración tributaria o un Tercero en Confianza, para garantizar su coherencia con el estándar definido por la autoridad fiscal correspondiente y la validez de la firma electrónica del emisor. Cuando ambas validaciones son exitosas, se adiciona al documento un sello digital que certifica la validez de dicha factura y otorga efectos fiscales a la misma a partir de ese momento.
La existencia de terceros da mayor respaldo a la información y agrega un testigo al proceso de la FE. Esta es otra faceta nueva y diferencial, en este caso impulsado por la FE, de la era digital por la cual el sector privado colabora con la AT para cumplir con la función de control (antagónica con otros contribuyentes y represiva de la evasión) que siempre le ha caracterizado.
De acuerdo con la normatividad de la Factura Electrónica vigente en cada legislación, la factura electrónica puede entregarse a la administración tributaria en tiempo real, es decir, en el momento de la celebración de la operación por la que surge la necesidad de emitir un comprobante fiscal, o bien en un momento posterior de acuerdo a la periodicidad de declaraciones o de auditoría que señale el marco jurídico aplicable. 
Algunos países han optado ya por obligar al uso de documento electrónico a todos los contribuyentes responsables de impuestos indirectos al consumo, otros han establecido estrategias progresivas para extender el alcance de la misma, por aspectos como actividad o sector económico, volumen de facturación, situación previa de los contribuyentes en relación con la emisión de facturas de papel, total de ventas o ubicación geográfica.
La factura electrónica admite por su naturaleza el uso de medios digitales para su generación, procesamiento, envío, recepción y conservación.
Gracias al uso de firmas electrónicas basadas en Infraestructura de Clave Pública, la Factura Electrónica cuenta con los siguientes valores intrínsecos:
- Autenticidad
- Integridad
- Confidencialidad
- No repudio

## Aspectos generales
La factura electrónica es un tipo de factura que se diferencia de la factura en papel por la forma de gestión informática y el envío mediante un sistema de comunicaciones que conjuntamente permiten garantizar la autenticidad y la integridad del documento electrónico emitido.
Una factura electrónica se construye en 2 fases:
1. Se crea la factura tal y como se ha hecho siempre y se almacena en un fichero de datos.
2. Posteriormente se procede a su firma con un certificado digital o electrónico propiedad del emisor que cifra el contenido de factura y añade el sello digital a la misma

Al terminar obtenemos una factura que nos garantiza:
- que la persona física o jurídica que firmó la factura es quien dice ser (autenticidad) y
- que el contenido de la factura no ha sido alterado (integridad).

El emisor envía la factura al receptor mediante medios electrónicos, como pueden ser CD, memorias Flash e incluso Internet. Si bien se dedican muchos esfuerzos para unificar los formatos de factura electrónica, actualmente está sometida a distintas normativas y tiene diferentes requisitos legales exigidos por las autoridades tributarias de cada país, de forma que no siempre es posible el uso de la factura electrónica, especialmente en las relaciones con empresas extranjeras que tienen normativas distintas a la del propio país.
Los requisitos legales respecto al contenido mercantil de las facturas electrónicas son exactamente las mismas que regulan las tradicionales facturas en papel. Los requisitos legales en relación con la forma imponen determinado tratamiento en aras de garantizar la integridad y la autenticidad y ciertos formatos que faciliten la interoperabilidad.
Existen algunas normativas internacionales aplicables de forma general a la factura electrónica, aunque las Naciones Unidas, a través de UN/ROSA han publicado recomendaciones tales como UNeDocs que definen plantillas para las facturas impresas y formatos EDI y XML para las modalidades electrónicas. En Europa, la facturación electrónica se regula en la Directiva 115/2001, que debía ser adoptada en cada país antes del 31 de diciembre de 2003.
Hoy día la organización GS1 (antes EAN/UCC) a nivel mundial ha organizado comités internacionales de usuarios de 108 países miembro, para conformar las guías de facturación electrónica estándar a nivel mundial.
La factura electrónica permite que instituciones, empresas y profesionales dejen atrás las facturas en papel y las reemplacen por la versión electrónica del documento tributario.
Tiene exactamente la misma validez y funcionalidad tributaria que la factura tradicional en papel.
Todo el ciclo de la facturación puede ser administrado en forma electrónica.

## Beneficios
Dependiendo del tamaño de las empresas y el volumen de su facturación, el ahorro en concepto de emisión y gestión de facturas (emisión, envío, recepción, almacenaje, búsqueda, firma, devolución, pago, envío, cancelación, entre otros) puede fluctuar entre el 40% y el 80%.
Entre los motivos que hacen posible este ahorro se encuentran:
- Oportunidad en la información, tanto en la recepción como en el envío.
- Ahorro en el gasto de papelería, la factura electrónica es ecológica.
- Facilidad en los procesos de auditoría.
- Mayor seguridad en el resguardo de los documentos.
- Menor probabilidad de falsificación.
- Agilidad en la localización de información.
- Eliminación de espacios para almacenar documentos históricos.
- Procesos administrativos más rápidos y eficientes.
- Reducción de costes.
- Mejora de la eficiencia.
- Aumenta la seguridad documental.
- Reducción en tiempos de gestión.
- Mayor agilidad en la toma de decisiones.
- Reduce errores en el proceso de generación, captura, entrega y almacenamiento.
- Registro de la hora, el minuto y el segundo de emisión del comprobante fiscal digital (time stamp o sello del fechador).
- Adecuaciones sencillas en el archivo de impresión.
- Contabilidad electrónica automatizada.
- Facilidad para el cálculo de impuestos.
- Acceso a financiamiento a través de factoraje de cuentas por cobrar.

Por otro lado, una vez que las empresas utilizan Factura Electrónica, se ven incentivadas a digitalizar otros documentos como órdenes de compra y notas de recepción, logrando eficiencia y ahorro en otras áreas de negocio. El control tributario se incrementa con la factura electrónica, ya que permite una visibilidad automatizada del cumplimiento tributario y simplificación de la fiscalización.

## Formatos usados
No existen requisitos formales respecto a la forma en que se debe proceder a la codificación de la factura, pero las modalidades más habituales son las siguientes:
- PDF. Cuando el destinatario es un particular, un profesional o una PYME cuyo único interés sea guardar electrónicamente la factura, pero no evitar volver a teclear los datos ya que con este formato no se facilita el ingreso de los datos de la factura en el ordenador de destino.
- XML. Cuando el envío es de ordenador a ordenador, puede también utilizarse este tipo de sintaxis. Existen diversas variantes cuya convergencia se espera en el marco de las Naciones Unidas. Las más importantes son UBL respaldado por OASIS y GS1 respaldado por la organización del mismo nombre. En España la variante facturae (procedente de CCI-AEAT), respaldada por el Centro de Cooperación Interbancaria, la Agencia Tributaria y el Ministerio de Industria, Turismo y Comercio es la más difundida, y cuenta con sistemas de traducción a y desde UBL.

### Formatos de la firma digital en la factura electrónica
Para cada formato existe una forma peculiar de codificar la firma electrónica:
- PDF. El formato de firma de Adobe (derivado de PKCS#7) queda integrado dentro del formato PDF y permite asociar una imagen, por lo que es uno de los más adecuados para su visualización. La especificación del formato es la 1.6 y para la visualización se emplea Acrobat Reader v7 o Foxit PDF Reader. La apariencia de la firma es muy visual, ya que es posible asociar a la misma un gráfico como una firma digitalizada o un sello de empresa.
- XML. El formato de firma electrónica se denomina XAdES y se rige por la especificación TS 101 903. De las diferentes modalidades previstas por la norma, la más recomendable es la ES-XL que incluye información sobre el tiempo en el que se llevó a cabo la firma electrónica e información sobre la validez del certificado electrónico cualificado que la acompaña.

## Normativa por países
Entre los países que disponen de normativa de factura electrónica están Argentina, Chile, México, Costa Rica, Colombia y Australia, además de todos los de la Unión Europea, en función de la adopción de la Directiva 2001/115;

### En España
En España, se aplica de forma general la Directiva 115/2001, si bien esta normativa está adoptada al ordenamiento nacional, principalmente en estas normas:
- Real Decreto 1619/2012, de 30 de noviembre, por el que se aprueba el Reglamento por el que se regulan las obligaciones de facturación
- Orden Ministerial EHA/962/2007, de 10 de abril, por la que se desarrollan determinadas disposiciones sobre facturación telemática y conservación electrónica de facturas, contenidas en el Real Decreto 1496/2003, de 28 de noviembre, por el que se aprueba el reglamento por el que se regulan las obligaciones de facturación. (BOE, 14 de abril de 2007)
- Orden Ministerial PRE/2971/2007, de 5 de octubre, sobre la expedición de facturas por medios electrónicos cuando el destinatario de las mismas sea la Administración General del Estado u organismos públicos vinculados o dependientes de aquella y sobre la presentación ante la Administración General del Estado o sus organismos públicos vinculados o dependientes de facturas expedidas entre particulares. (BOE 15-octubre de 2007)
- Ley 25/2013, de 27 de diciembre, de impulso de la factura electrónica y creación del registro contable de facturas en el Sector Público
- Orden HAP/1074/2014, de 24 de junio, por la que se regulan las condiciones técnicas y funcionales que debe reunir el Punto General de Entrada de Facturas Electrónicas

Las diputaciones con capacidad normativa propia (Álava, Guipúzcoa, Navarra y Vizcaya) han reproducido esta normativa añadiendo su traducción al idioma vasco.

#### Modalidades
La factura electrónica cumple los mismos requisitos de la factura expedida en papel y que se expide y almacena de forma electrónica, de tal manera, que se garantice su autenticidad y su integridad. Para garantizar la autenticidad e integridad existen 3 vías:
1. La firma electrónica reconocida que es aquella basada en un certificado reconocido y generada mediante un dispositivo seguro de creación de firma.
2. La remisión mediante un sistema de intercambio electrónico de datos (EDI).
3. Otro sistema que a juicio del Departamento de Inspección Tributaria de la Agencia Tributaria otorgue autenticidad e integridad, siempre que lo solicite el obligado tributario expedidor de la factura.

De forma general se está aplicando el uso de la firma electrónica reconocida como elemento característico de la factura electrónica.

#### Facturas en papel y electrónicas
Recientemente se ha publicado la Orden Ministerial EHA/962/2007, donde se definen los elementos necesarios para convertir las facturas recibidas en papel a su equivalente electrónico, siempre que en la operativa de digitalización se emplee un proceso que garantice que el resultado de la digitalización es imagen fiel del documento original en papel, y que el dispositivo de digitalización (scanner) produce la imagen acompañada de una firma electrónica cualificada, tal como se define en la Directiva 1999/93. Al proceso que lo logra se le denomina digitalización certificada.
Además en esa normativa se indica que las facturas electrónicas se pueden transcribir a papel incluyendo en ellas marcas gráficas de autenticación, producidas según la especificación PDF 417, tal como se dispone en la Resolución 2/2003, de 14 de febrero de 2003, de la Dirección General de la Agencia Estatal de Administración Tributaria, sobre determinados aspectos relacionados con la facturación telemática.
Es obligatoria la utilización de factura electrónica para aquellas empresas que facturen a la administración, desde enero de 2014. Legislación en vigencia a través de la Ley de Impulso a la factura electrónica.
Si bien, para las transacciones entre empresas privadas, se da de plazo hasta el 15 de enero de 2015 para su adopción.[cita requerida]

### En Chile
La normativa se establece en los siguientes documentos:
- Resolución Exenta SII N°108 del 24 de octubre del 2005

Establece Normas y Procedimientos de Operación Referente a la Emisión de Liquidaciones Facturas Electrónicas
Fuente: Oficina de Factura Electrónica y Documentos de Venta
- Resolución Exenta SII N°107 del 20 de octubre del 2005

Establece Normas y Procedimientos Respecto de la Emisión de Facturas de Compra Electrónicas
Fuente: Oficina de Factura Electrónica y Documentos de Venta
- Resolución Exenta SII N°93 del 22 de septiembre del 2005

Establece Normas Referentes a la Autorización para Emitir Facturas de Exportación Electrónicas, Notas de Crédito de Exportación Electrónicas y Notas de Débito de Exportación Electrónicas.
Fuente: Oficina como Prestadores de Servicios Tributarios Electrónicos
Fuente: Oficina de Factura Electrónica y Documentos de Venta
- Resolución Exenta SII N°76 del 25 de julio de 2005

Autoriza la Emisión de Representaciones Impresas de Documentos Tributarios Electrónicos, por Medio de Tecnologías Alternativas de Impresión.
Fuente: Oficina de Factura Electrónica y Documentos de Venta
- Resolución Exenta SII N°61 del 22 de junio del 2005

Establece Nueva Alternativa de Operación y Emisión de Representaciones Impresas de Guías de Despacho Electrónicas
Fuente: Oficina de Factura Electrónica y Documentos de Venta
- Resolución Exenta SII N°45 del 1 de septiembre del 2003

Establece normas y procedimientos de operación respecto de los documentos Tributarios Electrónicos
Fuente: Subdirección de Fiscalización
- Resolución Exenta N°18 del 22 de abril del 2003

Establece que los contribuyentes que sean autorizados para emitir documentos tributarios electrónicos, deberán otorgarlos impresos en soporte papel a los receptores no electrónicos y a los receptores electrónicos en los casos que indica.
Fuente: Subdirección de Fiscalización
- Resolución Exenta N°11 del 14 de febrero del 2003

Establece Procedimiento para que Contribuyentes Autorizados para Emitir Documentos Electrónicos que Indica Pueda También Enviarlos por estos Medios a “Receptores Manuales”.
Fuente: Subdirección de Fiscalización
- Entre las empresas autorizadas a emitir Documentos Tributarios Electrónicos, que cumplen adecuadamente como emisores electrónicos, existen algunas que activamente están ofreciendo soluciones de facturación electrónica para terceros, por lo cual los contribuyentes que deseen contratar servicios externos para generar facturas electrónicas, pueden conectarse directamente a los sitios Web de dichas empresas.[3]
- El proyecto LibreDTE tiene como misión proveer facturación electrónica libre para Chile, es el primer proyecto de software libre que entrega una aplicación lista para empezar a facturar de manera electrónica con los requerimientos del SII.

### En Colombia
Por medio del decreto 1929 del 29 de mayo de 2007, el Departamento Administrativo de la Función Pública reglamentó el artículo 616-1 del Estatuto Tributario referente a la aplicación de la factura electrónica, y el artículo 26 de la Ley 962 de 2005 sobre Racionalización de Trámites.
La Función Pública señaló que esta norma es el resultado del trabajo liderado por la Vicepresidencia de la República y el Departamento Administrativo de la Función Pública, Planeación Nacional, la Dian, el Prap, la Agenda de Conectividad y la Cámara de Comercio de Bogotá.
El decreto 1929 del 2007 faculta a los empresarios a expedir la factura electrónica como un documento equivalente a la factura física que soporta transacciones de venta de bienes o servicios.
La factura electrónica deberá contener como mínimo los requisitos señalados en el artículo 617 del Estatuto Tributario y las normas que lo modifiquen o complementen, salvo los referentes al nombre o razón social y NIT del impresor.
La factura electrónica no requiere la preimpresión de los requisitos que según dicha norma deben cumplir con esta previsión. Cuando se trate de factura cambiaría de compraventa, el documento llevará esta denominación, cumpliendo así el requisito del literal a) del artículo 617 del Estatuto Tributario. Lo anterior sin perjuicio de los requisitos y condiciones que conforme con el Código de Comercio en concordancia con la Ley 527 de 1999, debe cumplir dicha factura para su expedición.
Tratándose de las empresas de servicios públicos domiciliarios, la factura electrónica deberá contener como mínimo los requisitos señalados en el artículo 17 del Decreto 1001 de 1997.
Las notas crédito deben corresponder a un sistema de numeración consecutiva y deben contener como mínimo el número y fecha de la factura a la cual hacen referencia, nombre o razón social y NIT del adquirente, la fecha de la nota, número de unidades, descripción, IVA (cuando sea del caso), valor unitario y valor total.
Si hay lugar a devoluciones o rescisiones deberá emitirse la nota crédito, o efectuarse la anulación cuando se presente alguna inconsistencia, antes de ser aceptada la operación por el adquirente. Los números de facturas anuladas no podrán ser utilizados nuevamente y deberá llevarse un registro de las mismas.
El 17 de julio de 2008 se expidió la ley 1231, por medio de la cual la factura se hace un título valor. El parágrafo del artículo 1 de dicha ley ordena al Gobierno Nacional reglamentar lo relacionado con la circulación de la factura electrónica como título valor.
Actualmente en Colombia hay aproximadamente 88 proveedores autorizados y muchos programas que ofrecen el servicio.

### En Ecuador
A partir de mayo de 2009 Ecuador cuenta con el marco legal para emitir facturas electrónicas. La resolución puede descargarse del Sitio web del Servicio de Rentas Internas.

Para facturar electrónicamente es necesario tener un certificado de firma electrónica y un software que permita generar facturas electrónicas.
Un certificado de firma electrónica puede ser obtenido en una entidad de certificación acreditada en el Ecuador (ejemplo ICERT-EC http://www.icert.fje.gob.ec).
Software de facturación puede ser descargado de SRI Archivado el 29 de junio de 2011 en Wayback Machine. en la dirección http://www.sri.gob.ec/web/guest/herramienta-de-comprobantes-electronicos Archivado el 17 de diciembre de 2018 en Wayback Machine. este software es gratuito para uso de la ciudadanía.

### En Guatemala
La Administración Tributaria de Guatemala creó en el año 2007 el Régimen de Factura Electrónica -FACE-, que establece la forma de emitir facturas, notas de crédito, notas de débito y otros documentos de forma electrónica en línea, denominados Documentos Tributarios Electrónicos (DTE); y la conservación en medios electrónicos de las facturas y otros documentos emitidos originalmente en papel.
La normativa aplicable, procedimientos y presentaciones están disponibles en del portal de la SAT.

### En Perú
La SUNAT en Perú creó en el año 2014 la Emisión de Factura Electrónica, que establece la forma de emitir facturas, boletas, notas de crédito, notas de débito y otros documentos de forma electrónica en línea(SEE- SOL); y la conservación en medios electrónicos de las facturas y otros documentos emitidos originalmente en papel.
La normativa aplicable, procedimientos y presentaciones están disponibles en del portal de la SUNAT.
Resolución emitida por la SUNAT
Para la realización de estos procesos de facturación electrónica es preciso el uso de certificados digitales (tales como Camerfirma Perú SAC), reconocido para la emisión de certificados digitales por INDECOPI. 
Estos son los sistemas actuales para emitir comprobantes electrónicos en el Perú.
1. Sistema de emisión SOL,Portal y App ( SEE-SOL).[9]
2. Sistema de emisión del facturador(SEE-SFS).[10]
3. Sistema de emisión electrónica desde los sistemas del contribuyente:(SEE-DSC).[11]
4. Sistema de emisión electrónica OSE:(SEE-OSE).[12]
5. Sistema de emisión electrónica consumidor final y comprobante de pago electrónico ticket POS.[13]
6. Sistema de emisión monedero electrónico:[14]

Estos comprobantes electrónicos que se generan a través de la plataformas de emisión como lo son: La SUNAT, Factesol, eFacturación, entre otros garantizan la aprobación de las facturas ante el ente del país como lo es la SUNAT apoyándose en procesos de verificación previa avalados como lo son el OSE o PSE

### En República Dominicana
Las Leyes Dominicanas no contemplan ninguna normativa o control para la emisión de las facturas en formato electrónico (eFactura).
Siempre y cuando la factura (Digital o impresa) cumpla con todas las normas y requisitos establecidos por la Dirección General de Impuestos Internos (DGII).
En general muchas empresas proveedoras de servicios en la República Dominicana emiten facturas electrónicas a sus clientes, respaldadas en papel.

### En México
Una factura electrónica es un comprobante fiscal digital que se genera mediante internet (CFDI). Este comprobante es emitido a través de la página del SAT para que así se tenga registro de lo que una empresa o comerciante, es decir, los ingresos que esta generando y que las autoridades fiscales tengan notificación de ello.
El único formato válido en México es el XML que ha sido validado y certificado previamente por un proveedor autorizado o por el mismo SAT; este comprobante fiscal es emitido con un sello digital y un número de folio, los cuales les da un registro único e irrepetible para casos de verificación o cancelación.
La factura electrónica tiene misma función que una factura en papel. La gestión informática y el sistema de envío usado en la factura digital, permiten garantizar que la persona física o jurídica que firma la factura, es quien dice ser (autenticidad); y que el contenido de la factura no se ha alterado.

A partir del 1 de enero de 2014 es obligatorio el uso de la factura electrónica para todos los contribuyentes.
Como facilidad para las personas físicas que en el último ejercicio declarado tuvieron ingresos iguales o menores a 500 mil pesos y emitieron comprobantes impresos o CFD, podrán seguir facturando bajo estos esquemas hasta el 31 de marzo de 2014, siempre y cuando a partir del 1 de abril migren al esquema de facturación electrónica CFDI.
El pasado 31 de mayo el SAT de 2013 comunicó a través del Diario Oficial de la Federación las nuevas disposiciones que afectan a los esquemas de CFD y CBB.
Hasta antes del 31 de mayo deL 2013, el SAT permitía tres esquemas de Facturación Electrónica; 1) Comprobante Fiscal Digital (CFD), 2) Código de Barras Bidimensional (CBB) para todos aquellos contribuyentes que su facturación anual fuera igual o menor a los 4 millones de pesos, y 3) Comprobante Fiscal Digital por Internet (CFDI).
Todos los contribuyentes que actualmente utilizan la modalidad CFD deberán adoptar la modalidad CFDI a partir del 1 de enero del 2014, esto las obliga a pasar por un Proveedor de Certificación de CFDI que realice el proceso denominado timbrado de la factura electrónica.
Se baja de 4 millones a 250 mil pesos el límite de ingresos anuales para poder usar la modalidad de facturación CBB. Los contribuyentes que actualmente utilizan la modalidad CBB y que rebasan este nuevo límite deberán adoptar la modalidad CFDI a partir del 1 de enero del 2014. Los nuevos contribuyentes deberán iniciar directamente en la modalidad CFDI.
Se formaliza la opción de usar el valor NA como unidad de medida en artículos que representan servicios y renta de bienes.
Ante estas nuevas disposiciones, es de suma importancia que se tomen las precauciones adecuadas para poder estar al día con las obligaciones fiscales y gozar de los beneficios que otorga el uso de la facturación electrónica.

#### Lista de modificaciones y fechas al Anexo 20
Segunda Resolución de modificaciones a la Resolución Miscelánea Fiscal para 2009 y sus anexos 1, 1-A, 3, 7, 11, 12, 14 y 20.
Anexo 20 de la Miscelánea Fiscal 2010
En México el SAT ha establecido que un grupo de empresas a las cuales denomina proveedor de certificación de CFDI, sean los encargados de desarrollar y comercializar, la implementación de la Facturación Electrónica, dentro de estas empresas existen diferentes modalidades, algunas de ellas desarrollaron software, otras implementaron los servicios a través de Internet, con portales que convierten la adopción de este sistema en algo parecido a manejar una cuenta de correo electrónico, facilitando de forma impresionante el uso generalizado por parte de los usuarios finales. Otro aspecto que es importante mencionar con la implementación de este sistema, además de ser un ente controlador propio para cada contribuyente, es el aspecto ecológico de la propuesta, ya que con la utilización de estos portales y el envío de los CFD (Comprobantes Fiscales Digitales) por medio de la red, se está colaborando con la vida en el planeta.
Estos proveedores cuentan con la autorización del SAT para generar, y procesar los documentos fiscales (facturas, notas de crédito, carta porte, recibo de honorarios, etc) una vez validados cada uno de los campos establecidos por la Secretaría de Administración Tributaria asignándoles el Folio UUID (Universal Unique Identifier) e incorporando el Sello de Certificado Digital.

#### Firma Electrónica Avanzada (Fiel)
Para facturar electrónicamente es indispensable contar con una Firma Electrónica Avanzada (Fiel) por lo cual los contribuyentes deben acudir lo antes posible a las oficinas del SAT a obtenerla o renovarla por internet y acercarse con cualquiera de los 54 Proveedores Autorizados de Certificación.
La Firma Electrónica Avanzada "Fiel" es un conjunto de datos que se adjuntan a un mensaje electrónico, cuyo propósito es identificar al emisor del mensaje como autor legítimo de éste, tal y como si se tratara de una firma autógrafa.
Por sus características, la Fiel brinda seguridad a las transacciones electrónicas de los contribuyentes, con su uso se puede identificar al autor del mensaje y verificar no haya sido modificado.
Su diseño se basa en estándares internacionales de infraestructura de claves públicas (o PKI por sus siglas en inglés: Public Key Infrastructure) en donde se utilizan dos claves o llaves para el envío de mensajes
- La "llave o clave privada" que únicamente es conocida por el titular de la Fiel, que sirve para cifrar datos; y
- La "llave o clave pública", disponible en Internet para consulta de todos los usuarios de servicios electrónicos, con la que se descifran datos. En términos computacionales es imposible descifrar un mensaje utilizando una llave que no corresponda

Requisitos de las representaciones impresas de las Facturas Electrónicas (CFDI)

#### Requisitos
Las impresiones de las facturas electrónicas (CFDI) deben cumplir con los siguientes requisitos:
1. Clave del Registro Federal de Contribuyentes de quien lo expida.
2. Régimen Fiscal en que tributen conforme a la Ley del ISR.
3. Si se tiene más de un local o establecimiento, se deberá señalar el domicilio del local o establecimiento en el que se expidan las Facturas Electrónicas.
4. Contener el número de folio asignado por el SAT y el sello digital del SAT.
5. Sello digital del contribuyente que lo expide.
6. Lugar y fecha de expedición.
7. Clave del Registro Federal de Contribuyentes de la persona a favor de quien se expida.
8. Cantidad, unidad de medida y clase de los bienes, mercancías o descripción del servicio o del uso y goce que amparen.
9. Valor unitario consignado en número.
10. Importe total señalado en número o en letra.
11. Señalamiento expreso cuando la contraprestación se pague en una sola exhibición o en parcialidades.
12. Cuando proceda, se indicará el monto de los impuestos trasladados desglosados por tasa de impuesto y, en su caso, el monto de los impuestos retenidos.
13. Forma en que se realizó el pago (efectivo, transferencia electrónica, cheque nominativo o tarjeta de débito, de crédito, de servicio o la denominada monedero electrónico, indicando al menos los últimos cuatro dígitos del número de cuenta o de la tarjeta correspondiente).
14. Número y fecha del documento aduanero, tratándose de ventas de primera mano de mercancías de importación. Además de los requisitos contenidos en la Resolución Miscelánea Fiscal vigente:

a) Código de barras generado conforme al rubro II.E del Anexo 20.
b) Número de serie del CSD del emisor y del SAT.
c) Cualquiera de las siguientes leyendas “Este documento es una representación impresa de un CFDI”, "Este documento es una representación impresa de un Comprobante Fiscal Digital a través de Internet".
d) Fecha y hora de emisión y de certificación de la Factura Electrónica (CFDI) en adición a lo señalado en el artículo 29-A, fracción III del CFF.
e) Cadena original del complemento de certificación digital del SAT.

#### Versión 4.0 de CFDI
El SAT anunció modificaciones en los comprobantes fiscales. A partir del 1 de enero de 2022 entraron en vigor los cambios en la facturación electrónica.
En donde:
- De forma obligatoria se requiere incorporar  el nombre y domicilio fiscal tanto del  receptor como del emisor
- Se añaden campos para poder identificar de manera más rápida las operaciones en donde hay exportación de mercancías .
- Se determinan si las operaciones amparadas en el comprobante son objeto de impuestos indirectos
- Se integran apartados con el fin de reportar información correspondiente a las operaciones con el público en general, al igual que las que son realizadas a cuentas de terceras personas.

##### Prevención de folios digitales falsos
Actualmente, en México, existe la circulación de folios digitales falsos. Para evitarlo, el SAT propone verificar, en su sitio web, el listado en conjunto con los datos de cada uno de los PAC (Proveedores Autorizados de Certificación) que han sido autorizados.

### En Costa Rica
Desde el 1 de octubre del 2007 entró en vigencia la Resolución #22-07, publicada en el Diario Oficial La Gaceta, que permite el uso en Costa Rica de la factura electrónica como documento tributario con validez fiscal. Se trata de un documento XML que contiene información comercial y tributaria esencial distribuida en distintos nodos, así como un segmento llamado "Otros" opcional, que puede contener información de interés comercial para el emisor o el receptor en cualquier formato electrónico (XML, EDIFACT, texto plano, etc.). El Ministerio de Hacienda de Costa Rica, ha liderado la puesta en marcha de este proyecto que ha empezado a llamar la atención de importantes empresas de distintos sectores. A la vez ahora los costarricenses pueden consultar su situación tributaria con tan solo digitar su identificación.
Las leyes costarricenses también establecen los lineamientos necesarios para generar las representaciones impresas de las facturas electrónicas emitidas por los contribuyentes.
En febrero del 2009 se publicó una versión actualizada de la resolución, esta es la DGT 0209, vigente a la fecha, y en enero del 2011 se publicaron los nuevos esquemas XML, implementando de esta forma requerimientos de varias empresas que ya han implementado la Factura Electrónica.
El Ministerio de Hacienda de Costa Rica, en particular la Dirección General de Tributación ha conformado un grupo de profesionales para el mejoramiento continuo de la resolución DGT-0209. 
En el 2016, la Dirección General de Tributación puso a disposición del público el borrador de una nueva resolución, que cambiaría la forma en que actualmente se valida la Facturación Electrónica y establecería su obligatoriedad para algunos sectores.

### En Panamá
A diferencia de Costa Rica y Guatemala, Panamá no tiene legislación relacionada con factura electrónica en este momento. Pero el 20 de enero de 2018 el Ministerio de Economía y Finanzas y la Dirección General de Impuestos (DGI) anunciaron un proyecto de adopción de Factura Electrónica que se realizará por etapas.

### En Uruguay
La principal norma que regula la facturación electrónica en Uruguay es la resolución 798/2012 de la Dirección General Impositiva (DGI). Técnicamente se estableció como formato el archivo XML firmado electrónicamente, con una estructura definida en este documento (esquemas XSD aquí), de intercambio entre emisor electrónico → DGI y emisor electrónico → receptor electrónico (proveedor - cliente). Cuando el receptor no es emisor electrónico, se mantiene la vigencia de la representación impresa en papel o archivo con formato PDF. Cualquiera sea el caso, cuando hay mercadería involucrada en la transacción se debe generar siempre una representación impresa.
El primer comprobante electrónico fue emitido en agosto del año 2012 y desde entonces ha habido un desarrollo escalonado del régimen, llegando a más de 13 000 empresas emisoras hacia abril de 2018. El plan vigente de DGI establece que todas las empresas del país serán emisoras electrónicas a mediados del año 2020, quedando exceptuadas únicamente aquellas con una facturación anual menor a 305.000 unidades indexadas (ver cotización aquí).

### En Argentina
En Argentina, se aplican las resoluciones general 2177 y 2485 de la Administración Federal de Ingresos Públicos (AFIP), que incluye y hace obligatoria a la resolución general 1361 de registración electrónica. Esta última norma obliga a registrar las compras en un formato especial.Por otra parte la AFIP no establece el contenido, formato, o medio de intercambio electrónico de las facturas, y esto lo deja librado a criterio de cada relación cliente/proveedor. Por este motivo la Cámara Argentina de Comercio Electrónico (CACE), por medio de la comisión de Factura Electrónica ha elaborado una recomendación de mejores prácticas donde se define un documento XML para el intercambio electrónico, actualmente en su versión 1.21.
Obligados registración electrónica (SIRED)
Autoimpresores:	aquellos sujetos que ejerzan dicha opción deberán cumplir con la registración electrónica desde el primer día del mes siguiente a aquel en que hubieran ejercido la opción.
Duplicado electrónico: Si bien el Título I de la RG 1361 es de naturaleza optativa su elección obliga al contribuyente a cumplir con la registración electrónica desde el primer día del mes siguiente a aquel en que hubiera ejercido la opción de almacenamiento del duplicado en forma electrónica.
CITI Compras: Si bien en este caso estamos en presencia de una norma "externa" al régimen de emisión, registración, y almacenamiento de comprobantes, cabe recordar que la designación de oficio de incorporación a la nómina de sujetos obligados a cumplir con el régimen informativo CITI Compras (RG 1794/2000) implica la obligación de llevar los libros IVA Compras y Ventas en forma electrónica(18) desde el primer día del cuarto mes siguiente al mes de la designación como sujeto obligado a cumplir con el citado régimen informativo.
Agentes de retención en el IVA: Al igual que en el supuesto anterior, mediante otra norma "externa" al régimen debemos recordar que la designación como agente de retención en el IVA de acuerdo a la RG 18, artículo 2, inciso b) implica la obligación de llevar los libros IVA Compras y Ventas en forma electrónica(19) desde el primer día del cuarto mes siguiente al de la designación como agente de retención.
Factura electrónica, duplicados electrónicos y registraciones electrónicas: La obligación de emitir comprobantes electrónicos mediante el RECE implica la obligación de almacenar el duplicado en forma electrónica más la obligación de llevar los libros IVA Compras y Ventas en forma electrónica, salvo que el contribuyente utilice el Servicio de Comprobantes en Línea. Si el contribuyente no se encuentra obligado a utilizar el RECE pero opta por incluirse en el mismo ello implica idénticas consecuencias.
A partir del 1 de octubre, a través de la ya conocida Resolución General N° 4.290 de AFIP del 2 de agosto de 2018, los Monotributistas deben utilizar factura electrónica (contribuyentes que revistan la categoría ¨E¨) en el Monotributo. Así se suman a las categorías ¨F¨ a ¨K¨ que ya se encuentran cumpliendo dicha normativa desde el 6 de agosto de este año, siendo alcanzados más de 600.000 contribuyentes.
todos los contribuyentes para seguir perteneciendo al monotributoaldia deberán ajustarse en sus gastos con tarjetas, como así también deberán tener mayor control en las compras relacionadas con la actividad del negocio, ya que el Organismo recaudador tendrá en tiempo real, los importes de ingresos facturados como así también las compras en mercadería y servicios en las que le emitirán comprobantes electrónicos. El otro costado informático en el que se apoyara la AFIP para determinar niveles de consumos, ventas y gastos será del que surja de los Organismos provinciales de recaudación, en los que algunos contribuyentes se encuentra alcanzados bajo la modalidad del Régimen simplificado de ingresos brutos.
Por ello entonces, en caso de que el contribuyente al final del periodo de recategorización, exteriorice en su cuenta fiscal inconsistencias entre los ingresos declarados y los egresos reales, el sistema lo reubicará de oficio y según el caso, podría pasarlo al Régimen General; con todo lo que ello significa desde el punto de vista tributario.
La vigencia en el cumplimiento de facturar en forma electrónica avanzara en los próximos meses a las restantes categorías del Monotributo, quedando obligados a hacerlo la mayor masa crítica de contribuyentes, la cual según se estima desde la Administración General, asciende a 2.000.000 de Monotributistas.

### En España
Es obligatoria la utilización de factura electrónica para aquellas empresas que facturen a la administración, desde enero de 2014. Legislación en vigencia a través de la Ley de Impulso a la factura electrónica. 
Con la aprobación de la Ley 18/2022, de creación y crecimiento de empresas (Ley "Crea y Crece"), se amplía esta obligación a todas las relaciones comerciales entre empresas y autónomos. Sin embargo, la entrada en vigor efectiva de esta medida está supeditada a la publicación de una orden ministerial que establecerá los plazos concretos de aplicación.
Más allá del cumplimiento normativo, la extensión de la factura electrónica se percibe como un paso hacia la automatización de los procesos empresariales y la mejora de la eficiencia operativa, especialmente para pymes. Así lo destacan entidades especializadas en digitalización como SERES.